# Zajzun (Hama)
Zajzun (arab. زيزون) – wieś w Syrii, w muhafazie Hama. W 2004 roku liczyła 1944 mieszkańców.